# Pygocryptus exochus
Pygocryptus exochus là một loài tò vò trong họ Ichneumonidae.